# Beata Doczekalska
Beata Doczekalska (ur. 5 listopada 1972 w Szamotułach) – polska leśnik, doktor habilitowany nauk rolniczych, profesor na Uniwersytecie Przyrodniczym w Poznaniu, specjalistka od chemicznej technologii drewna oraz modyfikacji polimerów naturalnych i syntetycznych.

## Kariera naukowa
W 2000 roku na Politechnice Poznańskiej uzyskała tytuł magistra inżyniera. W 2001 roku na Wydziale Technologii Chemicznej tej samej uczelni uzyskała stopień doktora nauk chemicznych w zakresie technologii chemicznej na podstawie rozprawy pt. Synteza oligomerów 1,4-benzenosulfenoamidowych, której promotorem był Aleksander Żuk. W tym samym roku została zatrudniona na Uniwersytecie Przyrodniczym w Poznaniu, gdzie w 2011 roku uzyskała na jego Wydziale Technologii Drewna stopień doktora habilitowanego nauk rolniczych w dyscyplinie drzewnictwa na podstawie pracy pt. Badania nad modyfikacją drewna w aspekcie jego wykorzystania jako napełniacza polipropylenu.